# Sociedad de Mastozoología Marina
La Sociedad de Mastozoología Marina (del inglés Society for Marine Mammalogy SMM) es una asociación internacional no gubernamental y sin ánimo de lucro fundada en 1981 con el fin de promover la investigación, difusión y conservación de los mamíferos marinos. Es la mayor asociación de investigadores de mamíferos marinos a nivel mundial.

## Publicaciones
La principal contribución de la Sociedad fue la creación de la publicación trimestral Marine Mammal Science, que emitió su primer número en 1985 y sigue vigente actualmente. Esta publicación reporta novedades y hallazgos sobre mamíferos marinos resultado de investigaciones sobre evolución, taxonomía, fisiología, bioquímica, comportamiento, poblaciones, ciclo vital, genética, ecología y conservación.
También cuenta con las siguientes publicaciones especiales y libros:
- Marine Mammal Energetics, 1987
- Bowhead Whale, 1993
- Molecular Genetics of Marine Mammals, 1997
- Marine Mammals of the World, 1998

Desde 2010 el comité de taxonomía de la Sociedad ha venido actualizando de manera anual la lista de especies y subespecies reconocidas de mamíferos marinos tras revisión de las diferentes publicaciones y novedades y la respectiva valoración de su validez, con las correspondientes observaciones en caso de exclusión.